# Tatort: Der Mörder in mir
Der Mörder in mir ist ein Fernsehfilm aus der Krimireihe Tatort. Der vom Südwestrundfunk produzierte Beitrag ist die 1209. Tatort-Episode und wurde am 18. September 2022 im SRF 1, im ORF 2 und im Ersten ausgestrahlt. Das Stuttgarter Ermittlerduo Lannert und Bootz ermittelt in seinem 29. Fall.

## Handlung
Auf der Heimfahrt von einem Geschäftstermin über die ehemalige Solitude-Rennstrecke im Streckenabschnitt Elend fährt der erfolgreiche Rechtsanwalt Ben Dellien abends bei Regen einen obdachlosen Fahrradfahrer an, den er sterbend zurücklässt. Eine Baseball-Mütze des Radfahrers mit dem Aufdruck FOXY, die am Heckscheibenwischer hängen geblieben war, wirft Dellien gedankenverloren in den Kofferraum seines Autos. Von der Waschstraßen-Angestellten Rensing und von Kollegen wird er auf den Unfallschaden an seinem Fahrzeug angesprochen und erklärt ihn mit einem Wildunfall. Als er erfährt, dass der angefahrene Radfahrer verstorben ist, plagt ihn sein Gewissen immer mehr. In der Nähe des Tatorts kommt er mit seinem Fahrzeug von der Fahrbahn ab, überschlägt sich und wird leicht verletzt. Seiner Frau Johanna gesteht er den Vorfall, und sie bestärkt ihn darin, sich nicht der Polizei zu stellen.
Rensing bringt dem Ehepaar Dellien, das sie über die Schule ihres Sohnes kennt, die FOXY-Mütze, die sie bei der Reinigung des Autos gefunden hatte. Erst als sie von ihr aus der Zeitung erfährt, wird ihr klar, dass Dellien der gesuchte Unfallfahrer ist. Die Mütze legte Dellien am Unfallort wieder ab, wo sie am nächsten Morgen von Dr. Vogt gefunden wird, der sich sofort sicher ist, dass sie am Vortag noch nicht dort gelegen hatte. Da die Delliens nicht wissen, ob Rensing die Bedeutung der Mütze bewusst ist, versucht Johanna, sie mit einem gut bezahlten Jobangebot als Haushälterin ruhig zu stellen. Als dann die schwangere Johanna am Abend ins Krankenhaus muss, passt Rensing über die Nacht auf deren Kinder auf. Am nächsten Tag wird sie dort von Lannert und Bootz angetroffen, als diese Dellien sprechen wollen. Die Anstellung als Haushälterin lehnt sie ab.
Durch die akribische Beweisaufnahme rücken Lannert, Bootz und Gerichtsmediziner Vogt dem Unfallflüchtigen immer näher. In einem Gespräch zwischen Dellien und Rensing im Haus des Anwalts spricht dieser sie schließlich offen auf den Unfall und die Folgen an. Sie antwortet, dass er sich keine Sorgen machen solle. Daraufhin bietet Dellien ihr einen Job in der Anwaltskanzlei an, den sie ebenfalls ablehnt. Nach einer Auseinandersetzung mit ihrem Vorgesetzten in der Waschstraße nimmt sie das Angebot dann aber doch an.
Lannert und Bootz sind von Delliens Schuld überzeugt, da viele Indizien, die sie gesammelt haben, gegen ihn sprechen. So war er zur Tatzeit auf der Unfallstrecke von einer Radarfalle erfasst worden und sein SUV passt zu den Verletzungen des Opfers. Da die Polizei eine kriminaltechnische Untersuchung an dem Wagen vornehmen möchte, setzt Dellien diesen in Brand. Ein Securitymitarbeiter sieht ihn dabei aus der Ferne, kann ihn aber nicht zweifelsfrei identifizieren. Durch eine Quittung, die das Feuer überstanden hat, werden die Ermittler auf die Waschstraße aufmerksam, wo sie wieder auf Rensing treffen. Sie schöpfen schnell Verdacht, dass sie etwas wissen könnte, sie behauptet aber, keine Schäden am Wagen gesehen zu haben. Als schließlich bekannt wird, dass die Sekretärin der Kanzlei kurz vor Delliens Unfall bereits einen Wildschaden an die Versicherung gemeldet hatte, gesteht dieser, beharrt jedoch darauf, überzeugt gewesen zu sein, lediglich ein Tier angefahren zu haben. Zuletzt versuchen die Kommissare, Rensing zu einer Aussage bezüglich des Fundes der Mütze zu bewegen, welche beweisen würde, dass Dellien wusste, dass er einen Menschen angefahren hatte. Da sie diese jedoch nicht tätigt, kann ihm die Tötung durch Unterlassen letztendlich nicht nachgewiesen werden, weshalb ihn nur eine milde Strafe erwartet.

## Hintergrund
Der Film wurde vom 16. Februar 2021 bis zum 23. März 2021 in Stuttgart und Baden-Baden gedreht. Die Premiere fand am 6. Juni 2022 auf dem SWR Sommerfestival in Stuttgart statt.

## Rezeption

### Kritiken
Mayls Majurani von merkur.de meinte der Tatort „lässt sein Spannungspotenzial […] ungenutzt.“ So kommen „die weiteren Konflikte […] oft nur kurz zu Sprache oder zu Bild, werden dann aber nicht weiter verfolgt, etwa das Verhältnis des toten Obdachlosen zu seiner Familie. Die wohl wichtigste Frage um den Anwalt Dellien bleibt ebenfalls unbeantwortet: Sind es Schuldgefühle, die ihn plagen, weil ein Mensch seinetwegen gestorben ist, oder ist es die Angst vor den Konsequenzen seiner Unfallflucht?“
Rheinische Post#RP Online meldete: „Der 29. Fall des Stuttgarter Teams ist nicht im klassischen Sinne spannend, es lohnt sich trotzdem, ihn anzuschauen.“
Christian Buß von Der Spiegel schrieb: „Wie dann doch bei allem Vertuschungsaktionismus eine verbleibende Restspur die Stuttgarter Thorsten Lannert […] und Sebastian Bootz […] ins Wohlstandsglück führt, das ist in diesem über weite Strecken aus der Täterperspektive erzähltem Krimi elegant und psychologisch präzise in Szene gesetzt. Beinahe bekommt man Mitleid mit dem Mörder. Aber nur beinahe.“
Bei Kino.de meinte Marek Bang: „Schon vor fünf Jahren ermittelten Lannert und Bootz in einem ähnlich gelagerten Fall von Fahrerflucht. Dennoch könnten beide ‚Tatorte‘ unterschiedlicher kaum sein. Damals ließ Dietrich Brüggemann all seine Hauptfiguren im titelgebenden Stau stecken und zelebrierte den höchst unterhaltsamen Krimi als Nabelschau festsitzenden Wutbürgertums auf vier Rädern. Sein Pendant, ‚Der Mörder in mir‘, ist in dieser Hinsicht das komplette Gegenteil und verzichtet auf jegliche Nebengeräusche. Entsprechend funktioniert der neueste Stuttgarter ‚Tatort‘ kaum als fesselnder Krimi, an dessen Ende eine überraschende Auflösung für Erstaunen sorgt. Vielmehr handelt es sich um die bedrückende Sezierung einer Fehlentscheidung, die in einem Moment der Panik jeden von uns treffen könnte.“
Tilmann P. Gangloff von Tittelbach.tv schrieb: „Der Film handelt von einem ganz normalen Feigling: Ein Anwalt hat bei der Heimfahrt einen Moment nicht aufgepasst, und schon bricht sein gesamtes Dasein aus den Fugen. Je mehr er sich abstrampelt, um den Unfall mit Fahrerflucht zu vertuschen, desto tiefer versinkt er im Treibsand seiner Lügen. Das Drehbuch des preisgekrönten Regisseurs erinnert an die Fabel vom Frosch, der in den Milchtopf gefallen ist und nun so lange zappelt, bis die Milch zu Butter wird. Besonderen Spaß macht die Rolle des Rechtsmediziners, der bei passender Gelegenheit Karl Popper und Shakespeare zitiert.“
Die Augsburger Allgemeine sammelte verschiedene Pressestimmen. Darunter die vom Tagesspiegel: „Die aktuelle Episode ‚Der Mörder in mir‘ gerät nicht ganz so spannend wie ‚Euer Ehren‘ und nicht ganz so ausgefallen wie Stau. Doch auch Drehbuchautor und Regisseur Niki Stein versteht es, aus der fatalen Entscheidung eines Autofahrers ein packendes Kriminaldrama zu entwickeln.“

### Einschaltquoten
Bei der Erstausstrahlung von Der Mörder in mir am 18. September 2022 verfolgten in Deutschland insgesamt 9,28 Millionen Zuschauer die Filmhandlung, was einem Marktanteil von 31,1 Prozent für Das Erste entsprach. In der als Hauptzielgruppe für Fernsehwerbung deklarierten Altersgruppe von 14–49 Jahren erreichte Der Mörder in mir 1,89 Millionen Zuschauer und damit einen Marktanteil von 25,3 Prozent in dieser Altersgruppe.